# دره دریاچه نمک

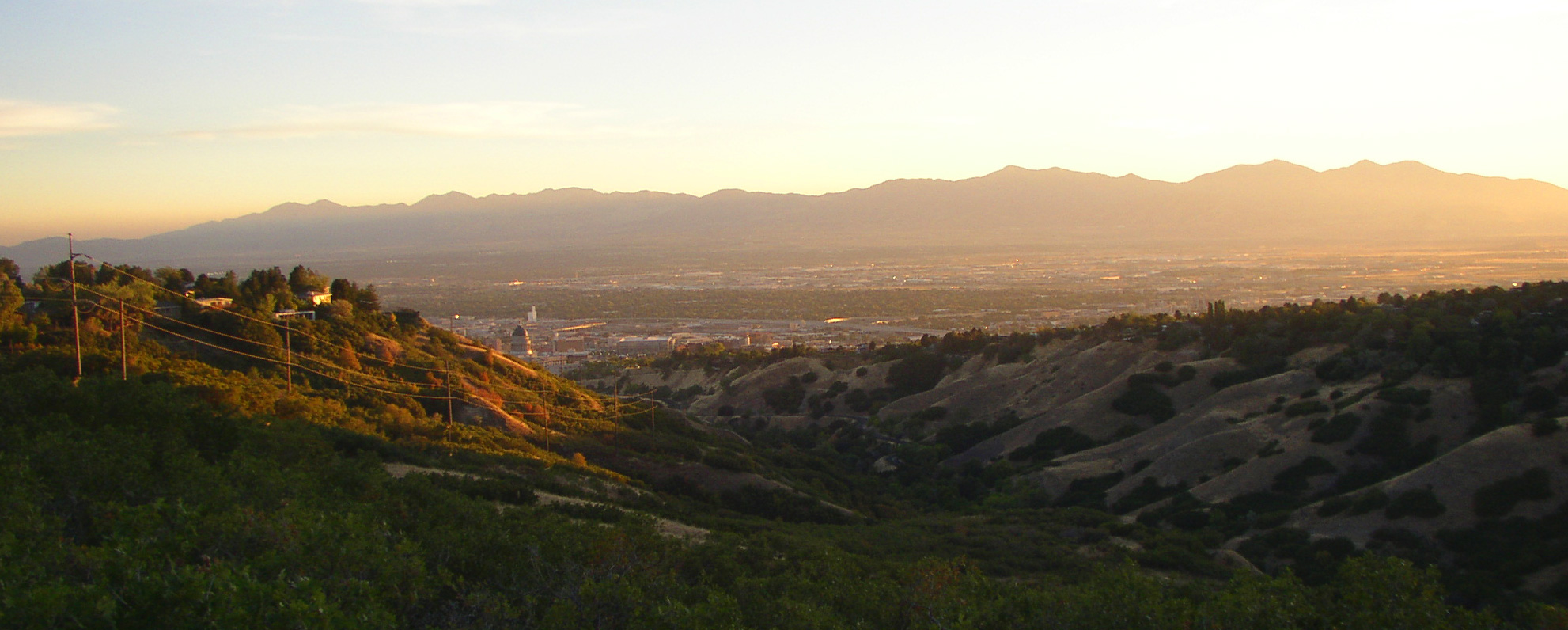
بخشی از دره دریاچه نمک با کوه‌های اوکویر در پس‌زمینه،

دره دریاچه نمک (انگلیسی: Salt Lake Valley) دره‌ای در شهرستان سالت لیک در بخش شمالی مرکزی ایالت یوتا ایالات متحده به مساحت ۱۳۰۰ کیلومتر مربع است. این دره شامل شهر سالت لیک سیتی و بسیاری از مناطق حومه‌ای آن، به ویژه مورای، سندی، ساوت جردن، وست جردن و وست ولی سیتی است. جمعیت کل دره تا سال ۲۰۱۰ برابر با ۱٬۰۲۹٬۶۵۵ نفر بود. مهاجرانان مورمون که از چندین ایالت رانده شده بودند، به رهبری بریگم یانگ در این دره ساکن شدند.